# Infecções perinatais por estreptococos do grupo B
Inicialmente, em 1887, o Streptococcus agalactiae foi encontrado no leite bovino, sendo associado à etiologia da mastite bovina, no ano de 1930, foi descrita a presença desse patógeno em secreções vaginais de pacientes assintomáticos, assim como sua relação com sepse e pneumonia puerperal, com manifestação também em neonatos, sendo que a partir de 1970, houve a confirmação dessa bactéria como patogênica aos seres humanos.

## Estreptococo do Grupo B

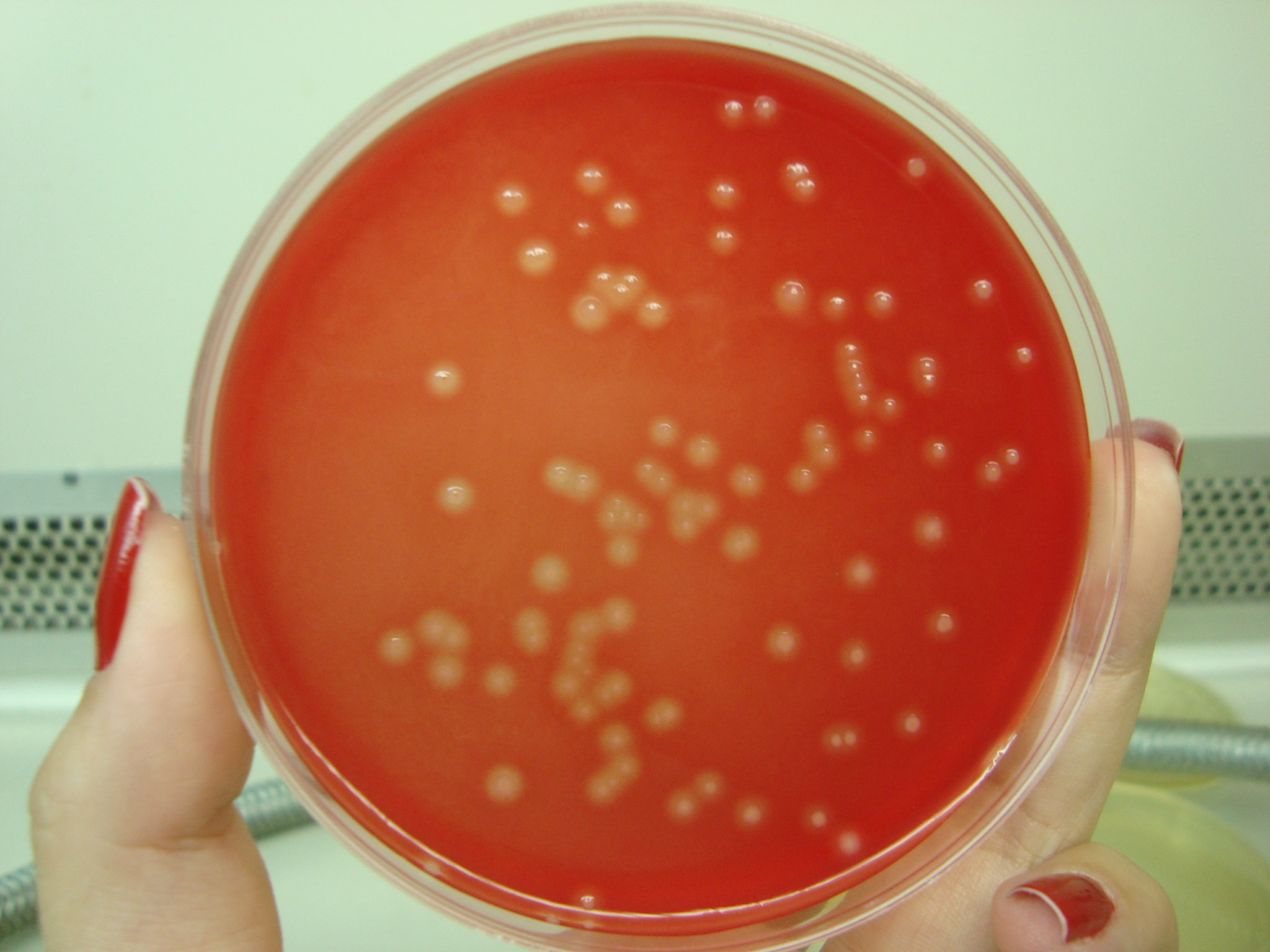
Estreptococo do grupo B

Sabe-se que o estreptococo do grupo B (EGB) compõe a microbiota do trato digestivo, urinário e genital dos adultos, sem comprometimentos para as mulheres não grávidas, mas com graves consequências para a mãe e feto, bem como para o recém-nascido. Esse agente passou a ser descrito como causador de bacteremias, pneumonias e meningites em crianças com idade inferior a 3 meses, além de infecções em homens ou mulheres, as medidas profiláticas foram estabelecidas com utilização de antibióticos durante o parto. A administração de penicilina G permanece sendo a droga de escolha para a profilaxia intraparto, ao passo que a ampicilina é uma alternativa aceitável. A cefazolina é utilizada em gestantes que são alérgicas à penicilina, apresentando baixo risco de anafilaxia. Já, a clindamicina e a eritromicina são utilizadas nos casos com alto risco de anafilaxia à penicilina.
O Streptococcus agalactiae ou estreptococos do grupo B (EGB) é uma bactéria do tipo cocos anaeróbico gram-positivo, β- hemolítico, cuja parede celular é constituída por peptideoglicano, vários carboidratos, ácido teicóico e proteínas, além de uma cápsula polissacarídica com uma estrutura central composta de ramnose, glucose e fosfato, bem como cadeias laterais trissacarídeas formadas por ramnose, galactose e N-acetilglicosamina, podendo apresentar os sorotipos: Ia, Ib, Ia/c, II, III, IV, V, VI, VII e VIII, sendo considerados fatores de virulência essenciais, pois promovem inibição da fagocitose e ativação do complemento na ausência de anticorpos específicos. Os sorotipos mais comuns no desenvolvimento precoce da doença são III, Ia e V ao passo que o tipo III é predominante no desenvolvimento tardio da doença. Pacientes infectadas com o sorotipo III possuem maior índice de meningite, enquanto que aquelas infectadas com o tipo V possuem maior índice de mortalidade.
Outros fatores de virulência presentes na superfície celular são: o ácido lipoteicoico, o qual possui efeitos semelhantes aos da cápsula por meio da liberação de citocinas, além de apresentar propriedades de aderência a diferentes tipos de células epiteliais; as proteínas com função de adesinas como as proteínas C (alfa e beta), sendo a alfa resistente ao tratamento com protease tripsina e beta sensível, essa proteína é resistente a fagositose e à morte intracelular por leucócitos polimorfonucleares na ausência de anticorpos específicos. Além disso, a presença de determinadas enzimas na superfície bacteriana, que compromete o fluxo de neutrófilos para as áreas de infecção, deve-se a ação dessas proteínas na clivagem e inativação do componente sérico C5a, essas enzimas também possuem atividade como ligante de fibronectina e laminina, componentes da matriz extracelular, sendo considerado um fator de importância na patogênese de infecções por S. agalactiae, pois facilita a aderência aos tecidos humano; a hemolisina, que tem como função formar poros na membrana celular e a proteína CAMP, a qual se liga a porção Fc das imunoglobulinas G e M, sendo considerado um importante fator de identificação para o diagnóstico de S. agalactiae.
O EGB secreta também uma proteína (hialuronidase) com atividade hidrolítica sobre o ácido hialurônico, presente na matriz extracelular, em fluidos corporais e diversos tecidos como cordão umbilical, fluido sinovial, cartilagem e cérebro, sendo os danos provocados nos tecidos epiteliais pelo patógeno, sua aderência à membrana basal e degradação do ácido hialurônico, uma forma de migração para o sistema circulatório.

## Colonização
O S. agalactiae pode colonizar assintomaticamente o trato genital da mulher e provocar a infecção de recém-nascidos. As gestantes colonizadas com estreptococos do sorotipo Ia, II, III e V; sorotipos mais comuns, apresentam concentrações de imunoglobulinas G específicas para o polissacarídeo capsular em comparação às mulheres não colonizadas. 
Essa bactéria se adere de forma altamente eficiente ao epitélio vaginal, placenta, células epiteliais da boca e da faringe, epitélio e endotélio alveolar, o que facilita a transmissão vertical desse patógeno, além disso, a ruptura prematura das membranas ovulares, o trabalho de parto prolongado e parto prematuro favorecem a colonização fetal. A ocorrência de óbitos intrauterinos, abortos e o baixo peso ao nascer também favorecem a colonização materna por estreptococos do grupo B.

## Infecção Fetal e Neonatal
Estudos demonstraram que o S. agalactiae consegue penetrar na cavidade amniótica através da placenta íntegra e levar a infecções fulminantes no feto. A aspiração do líquido amniótico pelo feto, assim como da secreção vaginal pelo recém-nascido, permite a entrada de bactérias nos alvéolos pulmonares e, com isso mobilização de células do sistema imune como os macrófagos pulmonares. A produção de hemolisina e citolisina leva a lesões pulmonares e a sua própria endocitose, o que facilita a penetração das bactérias para a corrente sanguínea.
Após a entrada dos patógenos na corrente sanguínea e nos pulmões, dá-se início à resposta imunológica; no recém-nascido, principalmente os prematuros, há menores quantidades de macrófagos alveolares, proteínas do complemento e deficiências na quimiotaxia dos neutrófilos quando comparado ao adulto, em adição, os fatores de virulência como a cápsula dificultam a fagocitose pelos macrófagos, facilitando a disseminação da bactéria pelo organismo em diversos tecidos como meninges, ossos e articulações. O S. agalactiae pode sobreviver por até 48 horas no interior dos macrófagos, mas a ausência de anticorpos anticapsulares e do complemento torna a fagocitose reduzida.
Nos recém-nascidos são descritos dois tipos de manifestações clínicas: as infecções em recém-nascidos que ocorre nas primeiras semanas de vida são denominadas de doenças de início precoce. Já aquelas de início tardio ocorrem em crianças com mais de uma semana de vida. A infecção precoce pode ser adquirida pela aspiração de líquido amniótico ou mesmo na passagem pelo canal de parto, a partir do contato com a secreção vaginal colonizada com EGB e apresentam como evidências clínicas: meningite, pneumonia, artrite séptica e sepse. Já a patogênese da infecção tardia, dá-se pela entrada da bactéria no sangue por meio de infecções virais instaladas nas mucosas e tem como quadro clínico a meningite.
Ensaios clínicos evidenciaram que a profilaxia antibiótica intraparto reduziu a transmissão vertical por estreptococos do grupo B, além de promover proteção contra o início precoce da doença. A via intravenosa é a principal via usada para a profilaxia antibiótica, pois comporta concentrações elevadas intra-amnióticas de antibiótico. A penicilina G é o antibiótico de primeira escolha para a profilaxia. Outros fármacos também utilizados são ampicilina, cefazolina, clindamicina, eritromicina ou vancomicina, principalmente, para mulheres alérgicas a penicilina.

## Infecção em Parturientes
Nas parturientes, o S. agalactiae está associado à infecção urinária, tromboflebite séptica e meningite. As infecções que chegam à corrente sanguínea podem levar a quadros de osteomielite, endocardite e meningite. No período pós-parto, quadros de infecção intramniótica, endometrite, infecções da fenda cirúrgica, celulite e fascite.

## Transmissão Vertical
A colonização materna intraparto é o maior fator de risco para a manifestação de doença neonatal precoce. Com isso, é necessário realizar a coleta de cultura de estreptococos B entre 35-37 semanas, porque esse é o período no qual há melhor sensibilidade e especificidade para detecção de gestantes colonizadas e que consequentemente irão estar infectadas durante o parto. A transmissão vertical; da mãe para o filho é a principal forma de contágio dessa doença e ocorre entre as 35-37 semanas de gestação.
A transmissão vertical de estreptococos B acontece fundamentalmente após o início do trabalho de parto ou após a rotura de membranas, podendo o recém-nascido ser infectado “in útero” ou no momento que está passando pelo canal de parto. Segundo alguns estudos foram constatados que o tratamento com antibióticos durante o pré-natal não evitou a infecção neonatal e a maioria das gestantes tratadas durante o pré-natal foi recolonizada no momento do parto.
A probabilidade de o recém-nascido contrair infecção por estreptococo do grupo B se eleva em caso de o parto ocorrer antes das 37 semanas de gestação, na presença de corioamnionite materna; fator de risco mais importante, na rotura prolongada de membranas maior que 18 horas, em caso de infecção urinária materna por EGB em qualquer momento da gestação, na ocorrência de o recém-nascido anterior ter tido doença neonatal precoce, em idade materna abaixo de 20 anos, em casos de inoculo vaginal elevado, na raça negra e na deficiência de anticorpos maternos específicos.

## Diagnóstico
Nos recém-nascidos, a coleta deve ser realizada logo após o nascimento, no cordão umbilical, canal auditivo externo, garganta e reto.  Ao exame de sangue, o número de leucócitos séricos pode estar normal enquanto fase inicial da doença, mudando geralmente após 8 a 24 horas de vida. A presença de leucocitose ou leucopenia podem ser sinais de infecção. A concentração de proteína C reativa (PCR) comumente aumenta na presença de infecção (> 1 mg/dl) , bem como a citocina IL-6. O uso dos dois marcadores é mais preciso para o diagnóstico de infecção do que o uso de apenas um marcador. Os valores seriados negativos de PCR excluem a presença de infecção.
Em crianças com sintomatologia deve-se coletar sangue, líquor e urina. A hemocultura tem como finalidade rastrear a contaminação de modo completo e a punção lombar, com exame e cultura de líquor, tem de ser feita nos recém-nascidos doentes que estejam com suspeita de sépsis ou meningite, a qual se manifesta em 15% dos recém-nascidos com infecção por estreptococos B e com hemocultura negativa.
A amostra é semeada em placas de ágar sangue de carneiro e em um meio de enriquecimento, com infecção por EGB e hemocultura negativa. A identificação dá-se pelo teste de CAMP, ou seja, o EGB produz o fator CAMP que tem ação hemolítica, resultando na formação de áreas com hemólise sinérgica, mas para o diagnóstico definitivo, é realizada a sorologia empregando, antissoro específico, na identificação do antígeno do grupo B, em relação, ao diagnóstico rápido, é feita a pesquisa do antígeno do grupo B nas secreções e no líquor.

## Tratamento
Segundo Almeida, A; Agro, A e Ferreira, L., e Petersson, K, 2007 , o estreptococo do grupo B é universalmente susceptível à penicilina e à ampicilina. Com isso, na suspeita de infecção neonatal precoce necessita-se iniciar a rotineira terapêutica com ampicilina e gentamicina em suas doses habituais. Depois da confirmação de infecção pelo estreptococo B pelos exames bacteriológicos e, em caso de meningite, deve-se realizar antibiótico-terapia dupla por pelo menos 48 a 72 horas e repetir punção lombar. Deve-se também interromper o aminoglicosídeo e manter somente a ampicilina ou penicilina G.
Na bacteremia não complicada ou pneumonia o tratamento terá de ser mantido por 10 dias com ampicilina: 150 a 200 mg/kg/dia ou penicilina G: 200000 U/kg/dia. Já nos casos de meningite, o tratamento tem de ser mantido durante 14 dias e as doses de antibiótico devem se elevar.

## Prevenção
A prevenção da infecção por estreptococo do grupo B é realizada por profilaxia antibiótica intraparto e sua eficácia aumenta quanto mais próxima do início do trabalho de parto, a primeira administração de antibiótico for feita. A porcentagem é de 46% de taxa de colonização quando o nascimento ocorre 1 hora após o início da antibiótico-terapia. Porém, se o intervalo é maior de 4 horas antes do nascimento, apenas 1.2% dos RN serão colonizados. Sabe-se que cesáreas planejadas eliminam o risco de infecção neonatal na maioria dos casos, previsto que o procedimento inicie-se antes que as contrações comecem e/ou antes que ocorra a ruptura das membranas.
A identificação da infecção por EGB em recém-nascidos pode ser dificultada devido a sintomas não específicos predominantemente nos sistemas respiratório, neurológico e cardiovascular. Pode ocorrer a rápida progressão para a doença severa com septicemia e falência de órgãos e com necessidade de cuidado intensivo. Em aproximadamente 80% dos casos, os sinais de infecção severa irão aparecer durante as 72h após o parto e a maioria das infecções aparece nas primeiras 24h de vida. 